# Museo di Saludecio e del beato Amato

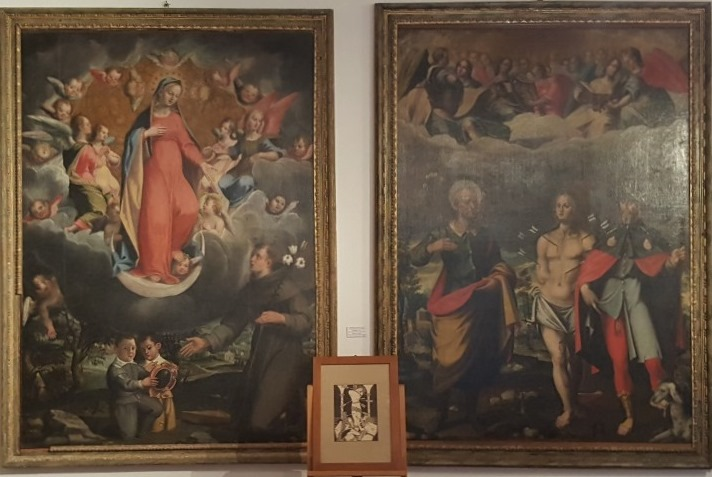
Esposizione temporanea Confronti d'arte. Francesco Nonni e Tito Chini. Gli artisti dell'Art Déco dialogano con le opere del museo, 2017.

Il Museo di Saludecio e del beato Amato è un museo di storia locale e arte sacra, principalmente legata alla figura di sant'Amato Ronconi, ubicato a Saludecio in provincia di Rimini.
Inaugurato il 10 novembre 2001, è ospitato nel bastione malatestiano adiacente alla Porta Marina e alla chiesa di San Biagio.
Contiene quasi trecento opere fra dipinti, oggetti devozionali e liturgici che documentano la vita culturale, artistica e religiosa di Saludecio e del circostante territorio della Valconca.

## Percorso espositivo

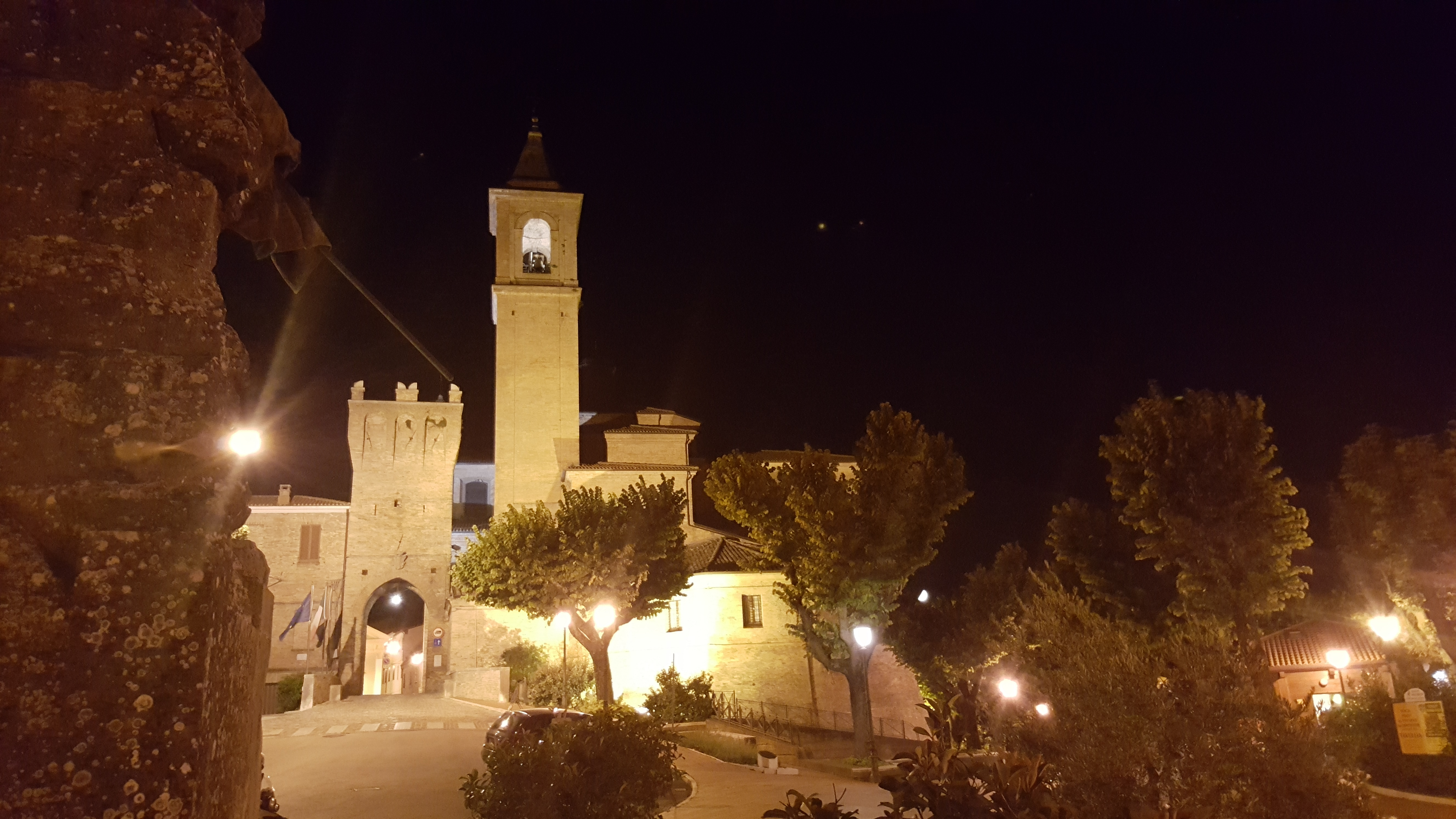
Panorama di Saludecio di notte. A destra della Porta Marina il bastione malatestiano, sede del museo.

È costituito da un vestibolo, da due sale, dalla sagrestia e dalla cripta.
Nel vestibolo sono collocati alcuni reperti ed elementi lapidei antichi, tra cui l'ara dedicata al dio Silvano (I secolo), e di epoca moderna, un rilievo del Cristo in pietà del XVII secolo, forse proveniente dal monte di Pietà di Saludecio.
Nella prima sala, riservata a storia ed arte di Saludecio e della Valconca sono conservate opere ed oggetti liturgici provenienti dalle confraternite del territorio.
Nella seconda sala, relativa a santo Amato Ronconi, vita, opere e devozione, sono raccolte molte testimonianze che documentano la vita ed il culto del santo, suppellettili liturgici, nonché ex-voto e altre opere devozionali.
Ai tre ambienti espositivi si aggiunge la sacrestia dotata degli armadi originali e la cripta con decorazioni plastiche in stucco di Antonio Trentanove, che contiene oggetti liturgici e paramenti in stoffe preziose ricamate.

## Opere principali

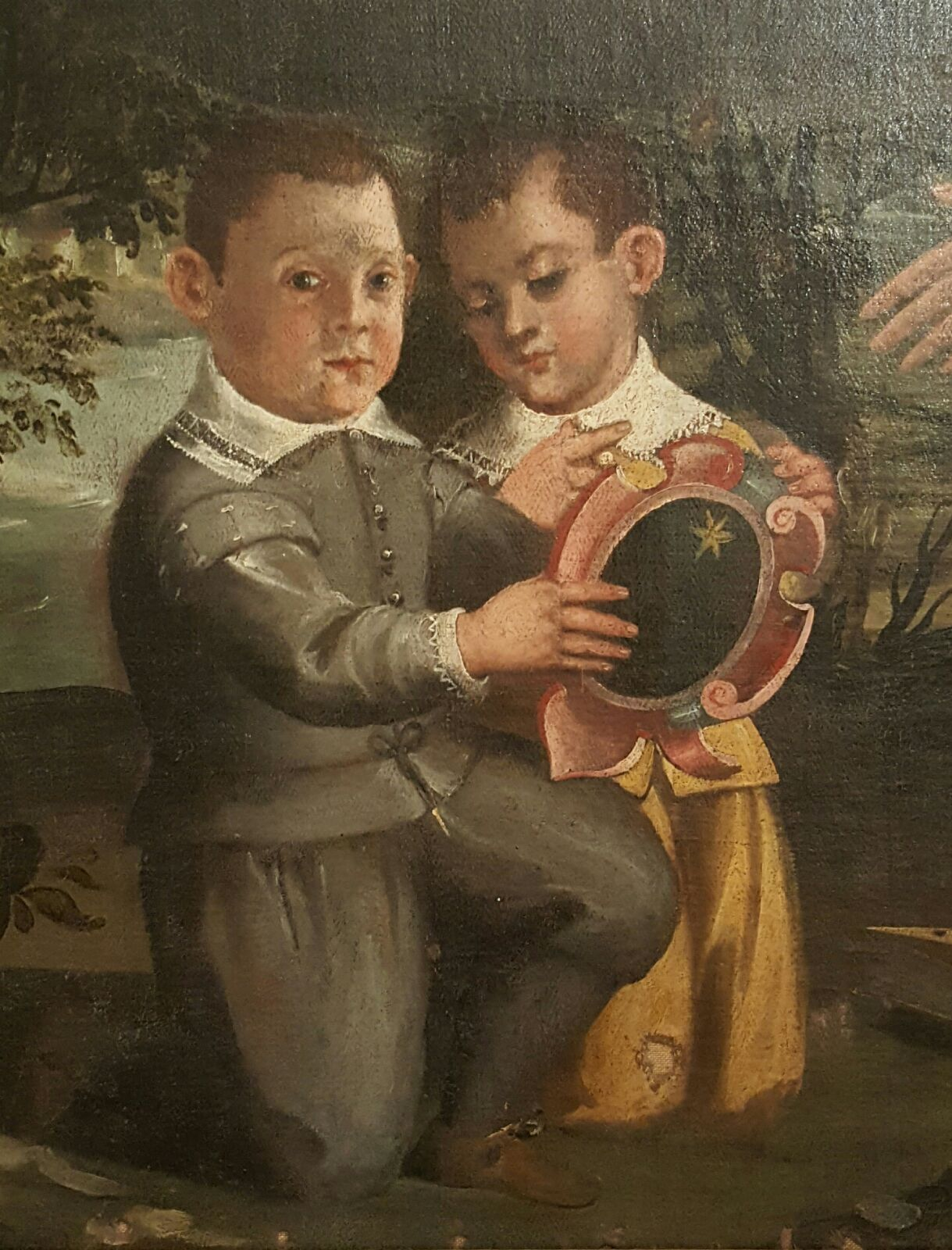
Particolare dei fanciulli che reggono lo stemma in L'Immacolata di Bernardo e Vitale Guerrini, 1610 circa, I sala

Tra le opere conservate spiccano:

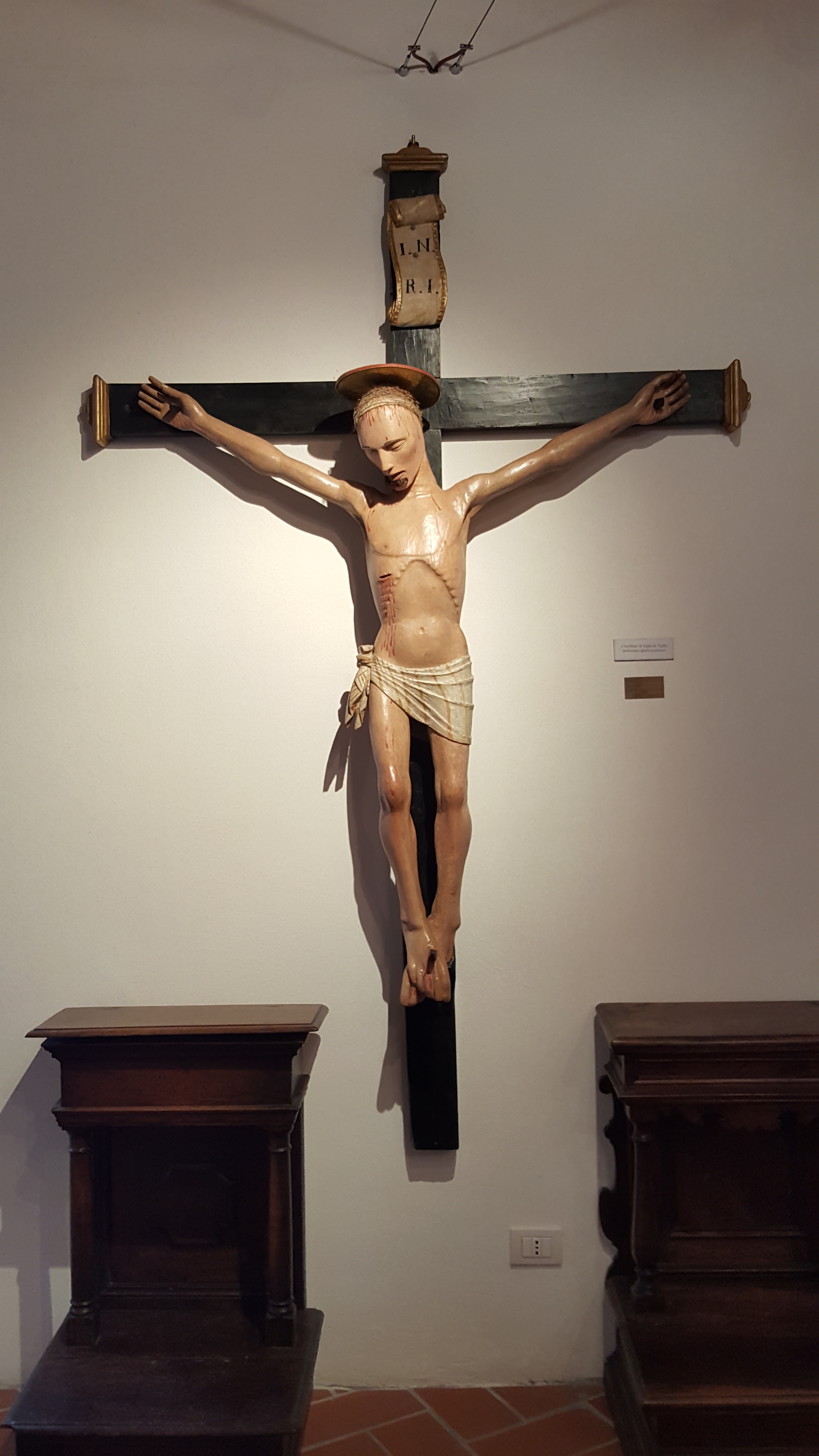
Il Crocifisso quattrocentesco

- Il Crocifisso quattrocentescoUn Crocifisso ligneo del Quattrocento[4];
- Due pannelli in legno intagliato e pirografato con dodici episodi della vita di Beato Amato (tra i quali spicca una rara veduta stilizzata di Saludecio) del XV secolo, che in origine erano inclusi nello sportello di chiusura dell'urna che conteneva il corpo incorrotto di Santo Amato Ronconi;
- Processione del Santissimo Sacramento, una pala di Guido Cagnacci del 1628, la quale probabilmente raffigura la processione svoltasi a Saludecio in occasione del passaggio nel 1507 di papa Giulio II;[5]
- San Sisto papa, un'altra pala di Cagnacci realizzata attorno al 1627, dove si osserva la fusione tra il naturalismo caravaggesco ed il gusto accademico bolognese;[5]
- Santi Antonio Abate e Antonio da Padova in adorazione del Gesù Bambino di Giovan Francesco Nagli detto "il Centino" del 1660;[6]
- Decollazione di san Giovanni Battista, del 1635 di Claudio Ridolfi;
- Vergine e il Bambino con san Giuseppe e il beato Amato in gloria venerati da san Carlo Borromeo del 1621 di Girolamo Cialdieri, allievo del Ridolfi[7];
- Un singolare reliquiario in forma di castello del XVII secolo.

Sono inoltre presenti dipinti di Sante Braschi (Madonna col Bambino e santi), Bernardino e Vitale Guarini (o Guerrini) (Santi Giuseppe, Sebastiano e Rocco sotto un coro d'angeli), Giuseppe Soleri Brancaleoni (Madonna della consolazione) e tra le sculture, una statua in bronzo e rame raffigurante il Beato Amato di Sante Braschi e una Virgo gloriosa (Madonna vestita) in cartapesta, tela gessata e abbigliata del XVII secolo, che nel 2017 scelta per rappresentare la Festa della Mamma.

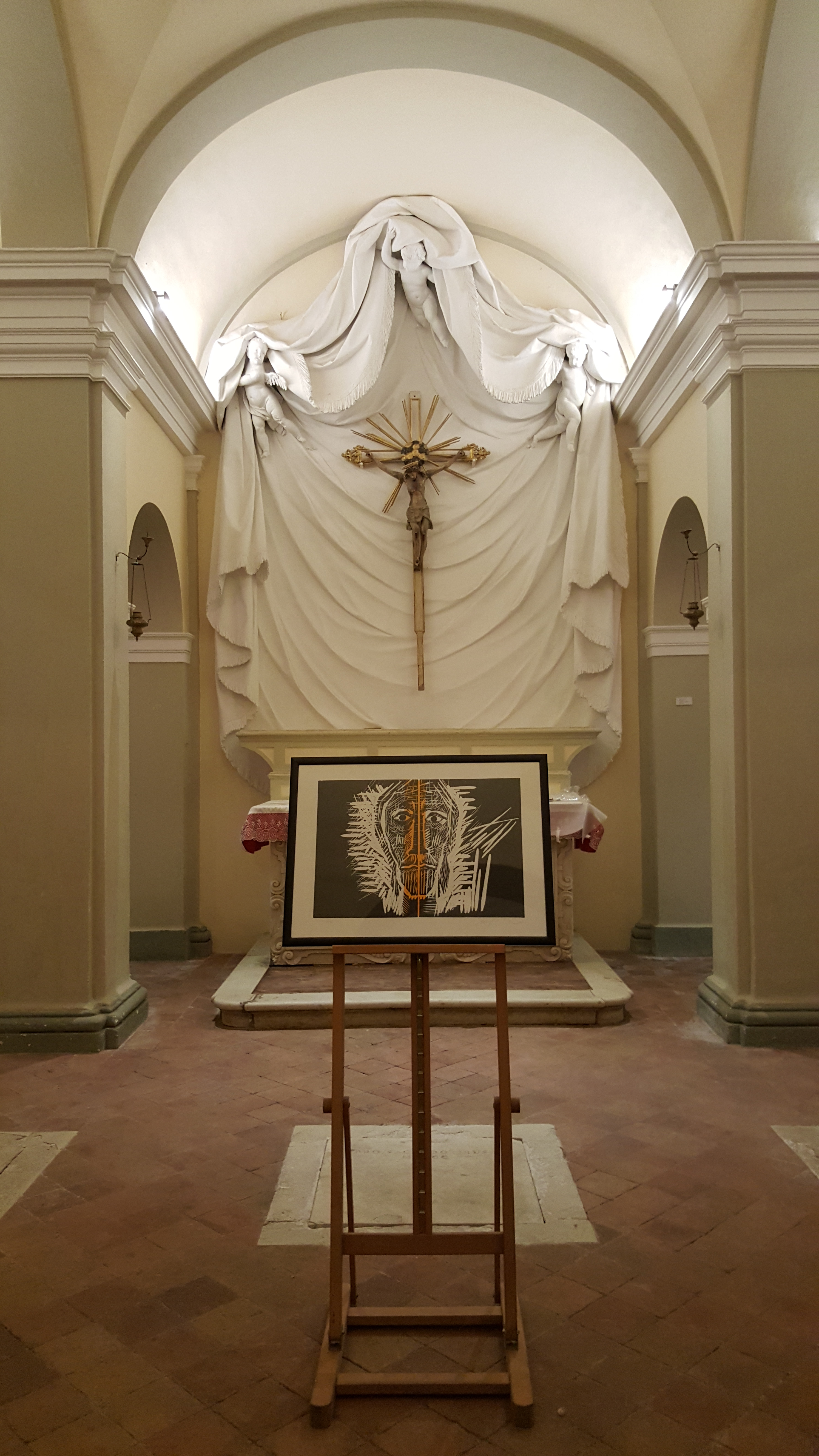
Esposizione Rivoluzione. Un'opera grafica di Mimmo Paladino, nella cripta della chiesa parrocchiale di San Biagio, annessa al percorso museale.

Il museo organizza anche delle mostre temporanee. Nel 2016 ha ospitato l'esposizione "RIVOLUZIONE. Un'opera grafica di Mimmo Paladino" e il 9 aprile 2017 è stata inaugurata la mostra "Confronti d'Arte. Francesco Nonni e Tito Chini. Gli artisti dell'Art Déco dialogano con le opere del Museo".
Nel 2018 l'esposizione "Confronti d'Arte. Da Battistello Caracciolo una copia del San Giuseppe con Gesù Bambino" è stata riconosciuta tra le iniziative meritevoli per l'Anno Europeo del Patrimonio Culturale 2018.
Alcune opere del museo sono state selezionate per esposizioni temporanee in altre sedi.

## Note

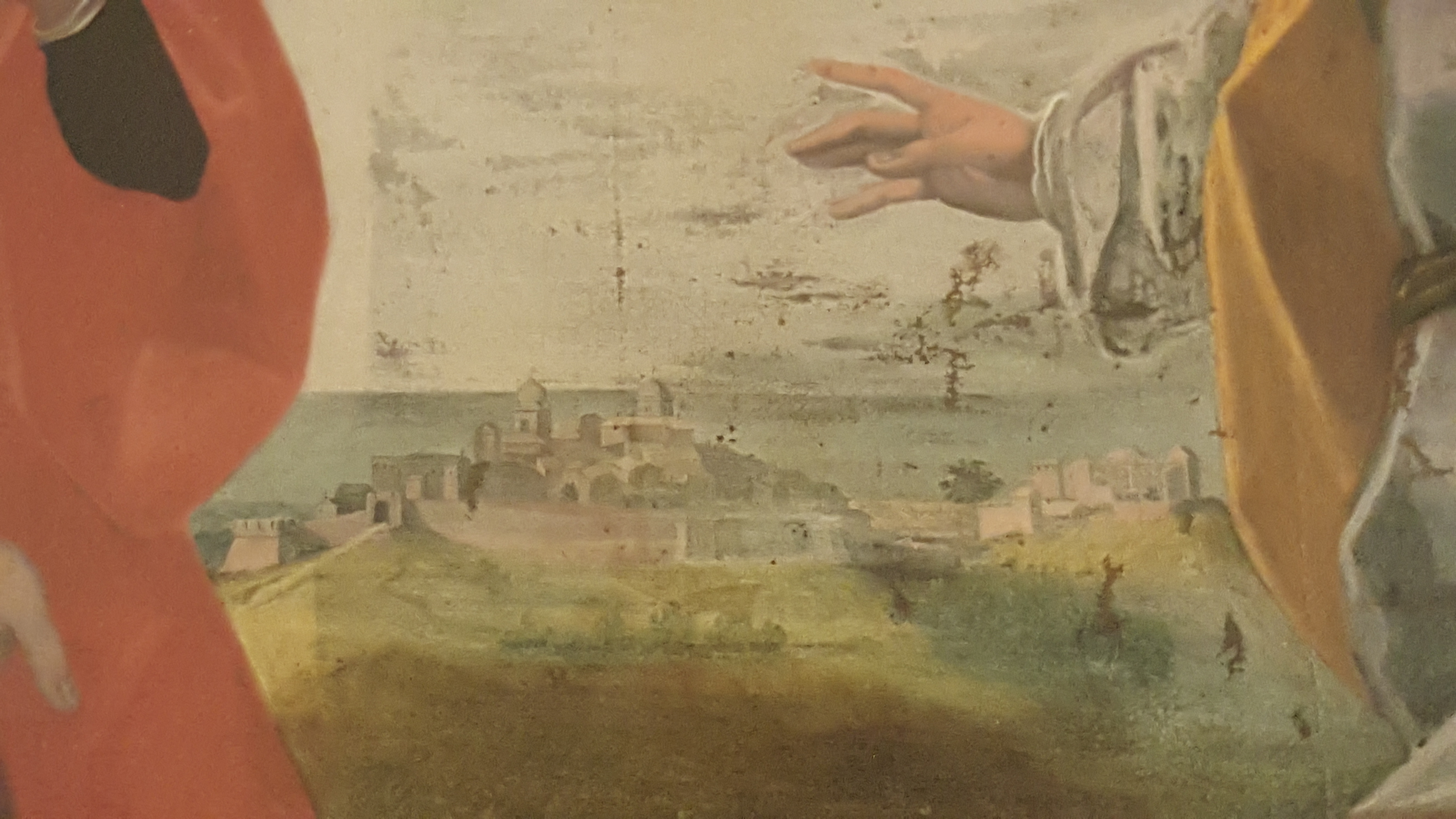
Una veduta di Saludecio e di Montegridolfo (?), nel dipinto dedicato ai Santi Sergio e Bacco